# Aleksey Vitsenko
Aleksey Aleksandrovitch Vitsenko (en russe : Алексей Александрович Виценко) est un fondeur russe, né le 20 avril 1990.

## Biographie
Vitsenko apparaît au niveau international en 2009-2010, gagnant notamment une médaille aux Championnats du monde junior en relais.
Après un podium en Coupe d'Europe de l'Est, il fait ses débuts en Coupe du monde en janvier 2011 à Otepää. Il revient à ce niveau quatre ans plus tard à Rybinsk où il marque ses premiers points avec une 26e place au skiathlon. En 2017, il obtient plusieurs résultats dans le top vingt dont une onzième place au cinquante kilomètres d'Holmenkollen et participe en fin d'année au Tour de ski (18e).
En 2018, il prend à son premier événement majeur : les Jeux olympiques à Pyeongchang, où son meilleur résultat individuel est 20e sur le sprint. Il établit aussi son meilleur classement général en Coupe du monde cet hiver, 43e.

## Palmarès

### Jeux olympiques d'hiver
| Épreuve / Édition   | Sprint                           | Sprint    | 15 km | 15 km                            | Skiathlon 2 × 15 km | 50 km | Relais | Relais    |
| Épreuve / Édition   | libre                            | classique | libre | classique                        | Skiathlon 2 × 15 km | 50 km | Sprint | 4 × 10 km |
| JO 2018 Pyeongchang | Épreuve inexistante à cette date | 20e       | 46e   | Épreuve inexistante à cette date | 23e                 |       |        |           |

Légende :
- : pas d'épreuve
- — : Non disputée par Vitsenko

### Coupe du monde
- Meilleur classement général : 43e en 2018.
- Meilleur résultat individuel : 10e.

#### Classements en Coupe du monde
| Année     | Classement général final | Classement distance | Classement sprint |
| 2014-2015 | 120e                     | 71e                 |                   |
| 2016-2017 | 77e                      | 52e                 | 67e               |
| 2017-2018 | 43e                      | 37e                 | 75e               |

### Championnats du monde junior
- Hinterzarten 2010 : 
  -  Médaille d'argent au relais.

### Coupe d'Europe de l'Est
- Gagnant du classement général en 2017.
- 5 victoires.